# Estación La Calera (Chile)
La estación La Calera —también conocida como Calera— es una estación de ferrocarril chilena administrada por la Empresa de los Ferrocarriles del Estado y Ferronor que se ubica en la comuna de La Calera, región de Valparaíso.
La estación fue inaugurada en 1861 como parte del ramal del ferrocarril de Valparaíso a Santiago, que se encontraba en ese entonces en construcción. A partir de 1898 obtuvo mayor relevancia al transformarse en la estación terminal del Longitudinal Norte, donde sirvió de intercambiador entre la sección del ferrocarril del norte del país con el ferrocarril entre Santiago y Valparaíso, que poseía a su vez conexión con el longitudinal Sur. Esta posición como punto de conexión entre estas dos redes de ferrocarriles llevó a La Calera a ser considerada una de las estaciones ferroviarias más importantes del país durante el siglo XX. Debido al declive en el transporte de carga y pasajeros a finales del siglo XX, la estación fue cerrada para servicios de pasajeros en 1995.
En 2014 la estación fue declarada Monumento Histórico Nacional. Desde el inicio de las operaciones del actual Tren Limache-Puerto (antes Metro Valparaíso) ha existido presión social para la extensión del servicio hasta La Calera. En 2019 se anunció el inicio de los estudios de  ingeniería básica del proyecto para la extensión del servicio hasta esta estación, dentro del plan nacional «Chile sobre Rieles». Se ha proyectado que la reapertura de la estación para servicio de pasajeros Tren Limache-Puerto ocurra entre 2027 y 2028.

## Historia

### SigloXIX

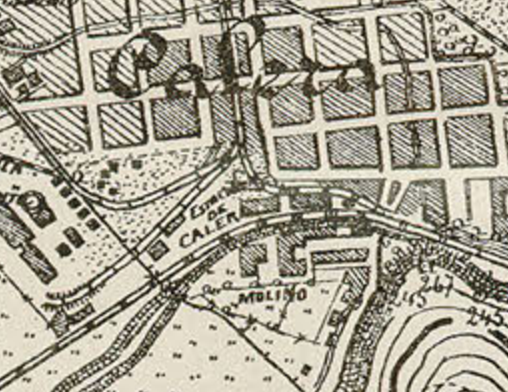
Mapa de la estación en 1890; este solo contaba con dos edificios menores.

El ferrocarril de Valparaíso a Santiago inició su proceso de construcción en 1852 en la ciudad de Valparaíso. El primero de febrero de 1861 se entregó el ferrocarril al tráfico público hasta la Calera. Luego a la apertura de la estación, y debido a problemas de administración financiera así como de la gran complejidad de la construcción en el territorio, en enero de 1863 Enrique Meiggs fue contratado como el nuevo ingeniero a cargo de concluir las obras, entre estas obras menores faltantes en La Calera, que fueron terminadas el 3 de julio de 1863. El 16 de septiembre del mismo año fue inaugurada por completo la línea Santiago-Valparaíso.
Con la construcción y planificación de la red de ferrocarriles en la zona norte de Chile, la administración del presidente Domingo Santa María solicitó estudios de un ferrocarril que llegase hasta La Serena, lo que conllevó a que en 1888 el presidente José Manuel Balmaceda contratara a la empresa North and South American Construction Company para la construcción de varios tramos ferroviarios, entre estos la construcción de 71 kilómetros de vías entre La Calera y Cabildo, sección que fue construida en trocha métrica, a diferencia del ferrocarril entre Santiago y Valparaíso que poseía una trocha ancha.
Con los trabajos de construcción de la nueva línea férrea, en 1890 el edificio de la estación y su recinto fueron reacondicionados y ampliados. En 1891 fue inaugurada la plaza de La Calera, ubicada en el frontis del actual edificio de la estación. El ferrocarril entre La Calera y Cabildo fue inaugurado el 31 de enero de 1898.

### SigloXX

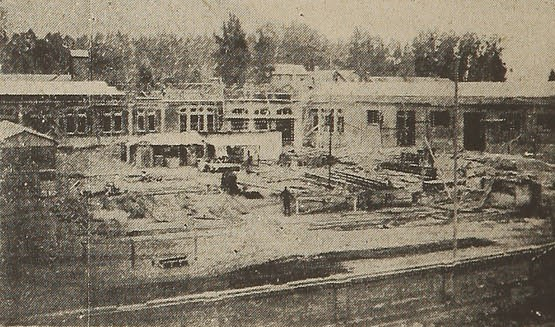
Actual edificio de la estación La Calera en construcción (1934).

En 1916 se hizo el traspaso definitivo de la administración del ferrocarril La Calera-Cabildo a la red norte de ferrocarriles. Debido a la relevancia que había adquirido la estación desde la década de 1920, se necesitó construir nueva infraestructura ferroviaria en la Calera que diera abasto al flujo de trenes en la zona. En 1923 se prosiguió con la armadura del galpón para la casa de máquinas, así como trabajos de construcción de la tornamesa, el cierro de la casa de máquinas y otros trabajos de infraestructura.
En 1931 el Departamento de Arquitectura de la Empresa de los Ferrocarriles del Estado desarrolló los planos de la actual edificio de la estación de trenes. Las labores de reposición de rieles y bodegas iniciaron en 1932 y dos años después se completaron los trabajos. La nueva estructura fue construida con hormigón armado y las obras estuvieron a cargo del ingeniero Hans V. Kiesling, con un costo de 804 960 pesos.
Debido a la decadencia en los ferrocarriles a nivel nacional a partir de la década de 1970, se produjeron clausuras de servicios de pasajeros. En 1975 cesó el transporte público entre La Calera e Iquique, y poco tiempo después fue interrumpido el servicio hacia La Serena-Coquimbo. En 1989, la infraestructura vial del Longitudinal Norte pasó a ser propiedad de Ferronor en su totalidad, lo que conllevó en 1990 al cese de todos los servicios de viajeros y de carga entre La Calera e Iquique debido a la política interna de la empresa, bajo el argumento de que no era pública y que estos servicios provocaban pérdidas económicas.
En febrero de 1993 se anunció que desde la primera quincena de marzo de ese año el servicio entre Valparaíso y La Calera llegaría solo hasta Limache y que se dejaría un servicio entre Llay-Llay y Valparaíso con detención en La Calera, lo que entró en vigencia en mayo de ese año. En junio de 1995 circuló el último tren de pasajeros con detención en la estación, mientras que al año siguiente el tendido eléctrico de la estación para las locomotoras eléctricas fue removido. En 1997 circuló el último tren de carga por el ferrocarril norte entre La Calera e Iquique.
A partir de la privatización de la red norte de ferrocarriles por medio de licitación en 1996, el terreno de la estación, su infraestructura y sus patios pasaron a ser administrados por la Empresa de los Ferrocarriles del Estado ―infraestructura del ferrocarril de Valparaíso a Santiago― y por Ferronor ―sección de la estación dedicado al ferrocarril del norte―. El espacio ha sido utilizado por este último para entregar servicios a la industria de Cemento Melón.

### SigloXXI

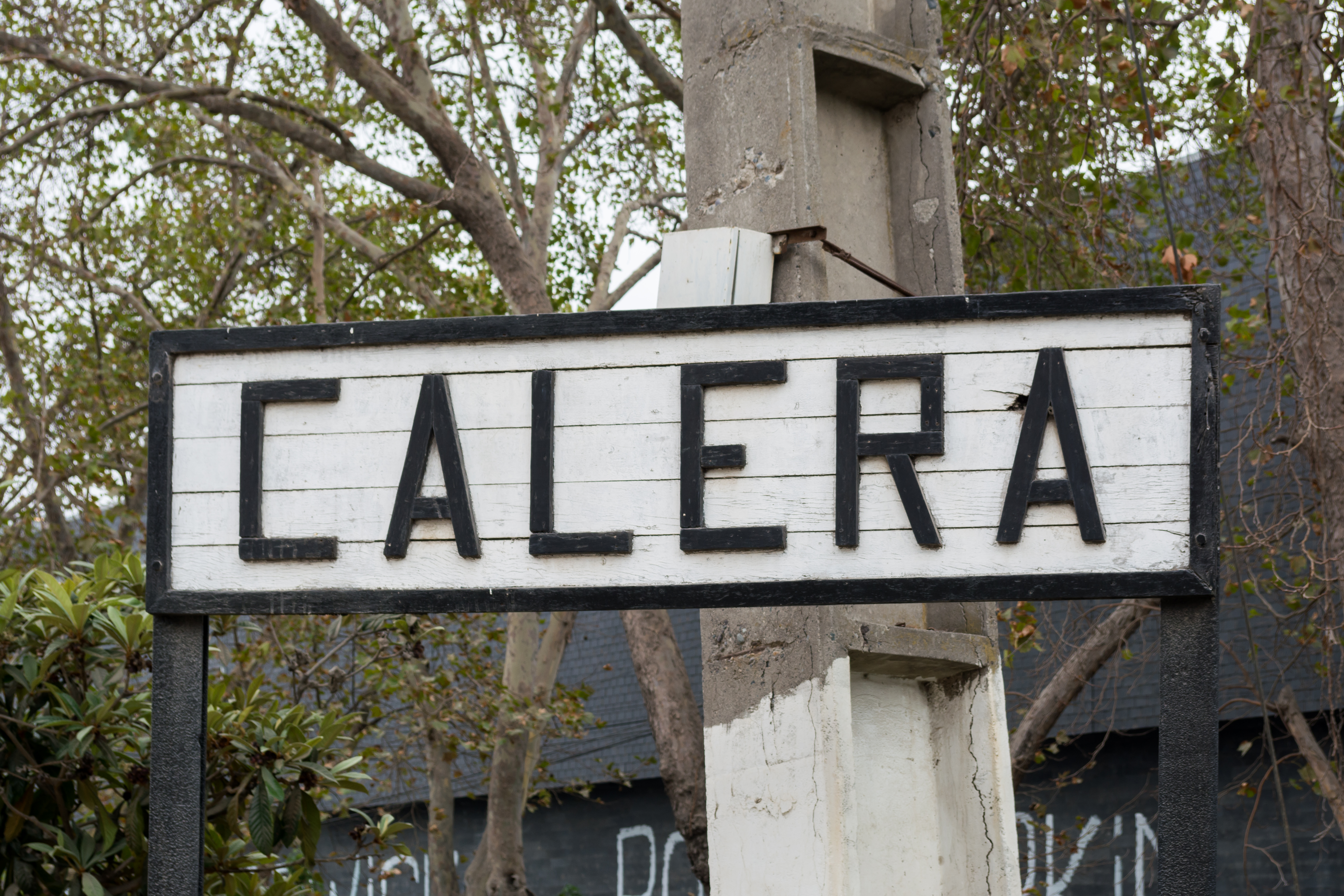
Cartel de la estación (2020).

Debido a su estado de abandono —parte de sus instalaciones eran utilizadas para actividades culturales y por un restaurante—, en 2011 la municipalidad de La Calera tomó en arriendo el recinto por 20 años para mantenerla y reintegrarla a la ciudadanía. El 22 de julio de 2014, la estación y la tornamesa de La Calera fueron declaradas Monumento Histórico Nacional por el Decreto N° 306, mientras que el recinto de la estación fue declarado como zona típica. Ese mismo año, el municipio desarrolló un evento durante el día de Día del Patrimonio Cultural, en donde la idea de transformar el edificio en un museo y centro cultural fue ampliamente aceptada por los caleranos. Con la declaración de patrimonio histórico, se anunció además un proyecto de restauración del edificio principal y su tornamesa para que la estación pasase a ser un centro histórico comunal.
Desde el momento en el que se anunció el cese de servicios en 1993, las autoridades han buscado la reactivación del servicio, ya que este es una necesidad para la zona. Con el inicio del siglo XXI, el presidente Ricardo Lagos señaló sus intenciones de extender el Metro Regional de Valparaíso hasta La Calera; pero no fue sino hasta diciembre de 2017 cuando se aprobó el plan trienal de la Empresa de los Ferrocarriles del Estado que conllevó a que se licitaran los diseños de ingeniería para la extensión del servicio Tren Limache-Puerto hasta Quillota y La Calera. Sin embargo, el 26 de septiembre del mismo año la Empresa de los Ferrocarriles del Estado declaró la licitación desierta y la retiró. Este hecho produjo presión por parte de distintos alcaldes de la zona de Quillota y Limache, lo que llevó a que la licitación se reactivara el 30 de noviembre de 2018 con miras a que las propuestas estuvieran listas entre enero y febrero de 2019.
Finalmente, el 29 de mayo de 2019 se adjudicaron los estudios de ingeniería básica a los consorcios CDI y Consultrans, empresa a la que se le otorgó 2 años como plazo de ejecución. En paralelo, se presentó el proyecto de estudios de impacto ambiental, con lo que se busca dar inicio a las obras en 2023 e iniciar operaciones en el periodo 2027-2028. El proyecto, enmarcado dentro del programa nacional «Chile sobre Rieles», busca que el viaje entre La Calera y Valparaíso sea de 1 hora 23 minutos y que la estación posea doble vía usando dos andenes, así como también rehabilitar el patio de maniobras para la construcción de un terminal de buses.
El 13 de enero de 2020, el servicio turístico Tren del Recuerdo realizó una parada en la estación. El 25 de septiembre de 2021, el tren realizó una nueva parada en los andenes.
A febrero de 2021, Ferronor instaló durmientes y una nueva vía férrea en el andén norte de la estación. En agosto del mismo año se clausuró por daño ambiental una empresa de molienda de rocas que operaba dentro de los patios del recinto.
El 6 de diciembre de 2022 entró en operaciones el Autocarril La Calera-Artificio, un servicio de pasajeros habilitado por la Municipalidad de La Calera y Ferronor que une a los habitantes de la localidad de La Calera con la siguiente estación en la línea, estación Artificio.

## Infraestructura

Plano simplificado de la estación ferroviaria (2014).

Para 1890 la estación era un edificio de un piso con un solo andén de pasajeros para la vía del ferrocarril de Valparaíso a Santiago, mientras que el tramo del longitudinal norte poseía un andén al norte de la estación y contaba con dos desvíos hacia las fábricas de cemento localizadas en la comuna.
El diseño arquitectónico de la estación es muy similar al de las estaciones Barón, Puerto Varas y Temuco, que utilizaron cemento portland para su estructura. Este estilo arquitectónico y materiales utilizados definieron una nueva etapa en la construcción modernista nacional. Aunque se ha descrito su arquitectura como «estilo internacional moderno de los años '20», los detalles ornamentales dentro y fuera del edificio son de naturaleza art déco. En cuanto al tamaño, la superficie total del recinto es de aproximadamente 80 270 m².
Las vías presentes en la sección del Longitudinal Norte de la estación (de trocha métrica) son propiedad de Ferronor. La velocidad de circulación máxima aproximada de trenes de carga es de 20 km/h.

### Edificio principal y casa de máquinas
El edificio principal de la estación tiene una forma de «Y», en la que una cara posee andenes para las locomotoras de la línea Santiago-Valparaíso, mientras que por el ángulo interno se encuentran andenes para la línea norte. El edificio fue construido para alojar el hall de acceso, boletería, sala de espera, bufé, una oficina de movilización, oficina de jefe de estación, oficinas, sala de radio, oficina de jefatura, oficina para sección de transporte norte, una clínica médica y una clínica dental. También presenta una bodega en paralelo a la línea hacia Valparaíso, un taller para vehículos diésel, un fortín y, en la entrada a la estación, una plaza pública.
La casa de máquinas presenta una estructura conformada por once marcos rígidos de acero ordenados de manera que formen un toldo. También existe un tornamesa en el centro de la casa.

## Servicios

### Anteriores

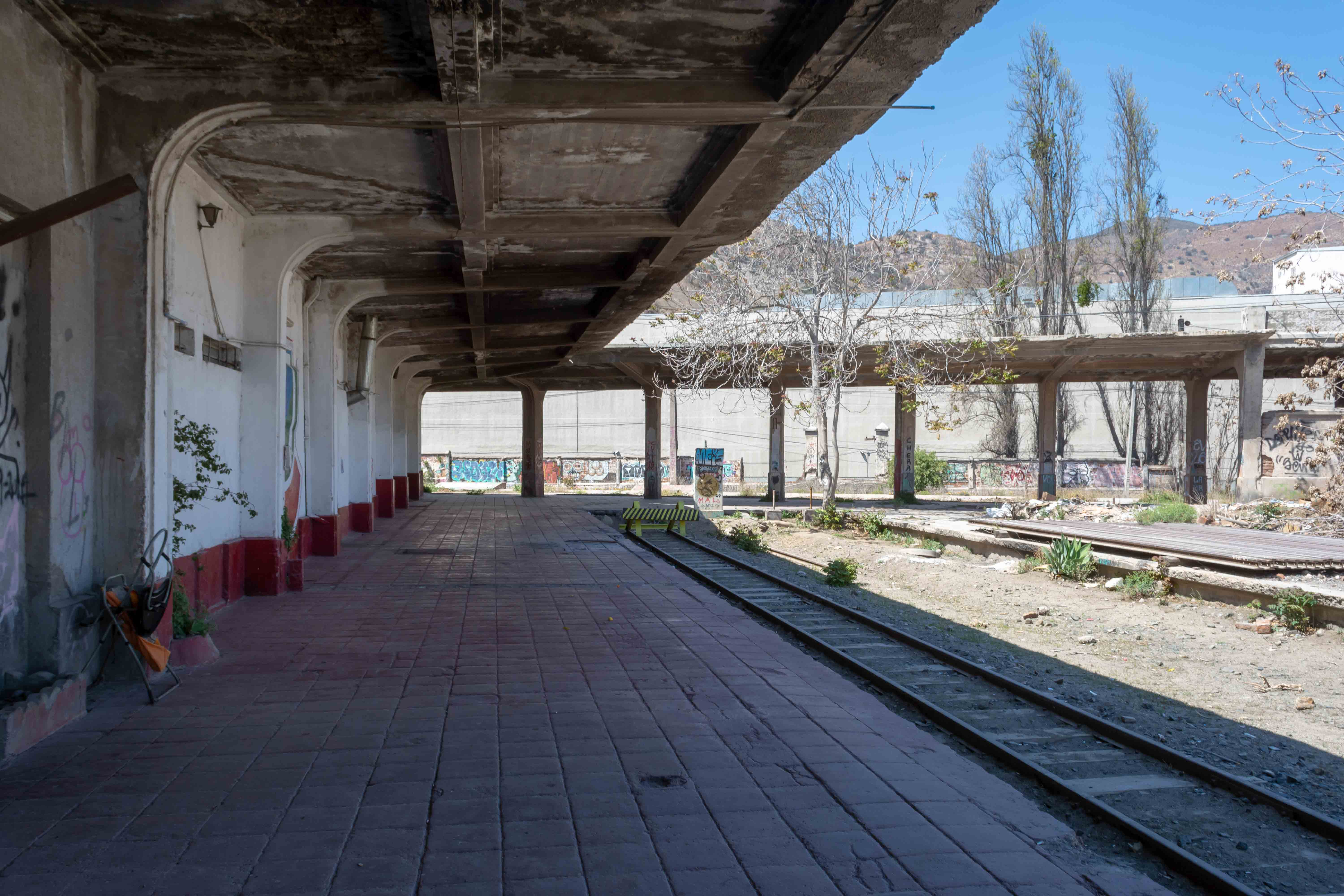
Andenes del Longitudinal Norte.

Posterior a la construcción del Longitudinal Norte en 1931, la estación poseía servicios de pasajeros semanales a Illapel, Ovalle, Coquimbo, La Serena, Vallenar, Copiapó, Pueblo Hundido (actual comuna de Diego de Almagro), Chañaral, Antofagasta e Iquique, además de servicios diarios a localidades más cercanas como Cabildo, Pedegua, Petorca y Papudo. Los servicios de larga distancia utilizaban locomotoras, mientras que los locales usaban autocarriles. En cuanto a la sección del ferrocarril sur que se detenía en la estación, fue parada de servicios como el Puerto-Llay-Llay, Puerto-Santiago y Los Andes que luego servía como conexión con el ferrocarril Trasandino.
Los servicios locales de pasajeros entre La Calera y Coquimbo fueron suspendidos por la Empresa de los Ferrocarriles del Estado mediante decreto del 1 de junio de 1975.

### Presente
Desde el 6 de diciembre de 2022 ha estado en operaciones el servicio de pasajeros del Autocarril La Calera-Artificio, un servicio interlocal que conecta a esta estación con Estación Artificio y el paradero La Sirenita. El servicio presenta asientos para diez personas y posee servicios en la mañana y tarde.

### Futuro
Durante 2019 se anunció la licitación de los estudios de ingeniería para la extensión del Tren Limache-Puerto hasta esta estación, los mismos que fueron completados en julio de 2021. El trabajo contempla la construcción de tres nuevas vías férreas ―dos para pasajeros y una para carga―, así como la implementación de tendido eléctrico para los trenes. Se estima que el trayecto La Calera-Puerto dure una hora y veintitrés minutos, lo que representará un ahorro de tres horas en viajes de ida y vuelta.
En paralelo con el servicio del autocarril La Calera-Artificio han existido conversaciones para la construcción del Tren de la Costa, un servicio interregional de pasajeros que transite por las comunas de La Calera, Nogales, Zapallar, Papudo, La Ligua y Los Vilos, y que recibió apoyo político de los gobiernos locales y regional.